# سميع ليفي
سميع ليفي (بالتركية: Sami Levi)‏ هو مغني تركي، ولد في 13 أبريل 1981 في إسطنبول في تركيا.